# Diguetia propinqua
Espèce
Synonymes
- Ervig propinquus O. Pickard-Cambridge, 1896

Diguetia propinqua  est une espèce d'araignées aranéomorphes de la famille des Diguetidae.

## Distribution
Cette espèce est endémique du Mexique. Elle se rencontre au Puebla, à Mexico, au Morelos, au Guerrero, au Michoacán, au Jalisco, au Durango, au Coahuila, au Chihuahua et au Sonora,.

## Description
Le mâle décrit par Gertsch en 1958 mesure 7,3 mm et la femelle 8,5 mm.

## Systématique et taxinomie
Cette espèce a été décrite sous le protonyme Ervig propinquus par O. Pickard-Cambridge en 1896. Elle est placée dans le genre Diguetia par Simon en 1898.

## Publication originale
- O. Pickard-Cambridge, 1896 : « Arachnida. Araneida. » Biologia Centrali-Americana, Zoology, vol. 1, p. 161-224 (texte intégral).